# Epiplema reversata
Epiplema reversata är en fjärilsart som beskrevs av W. Warren 1907. Epiplema reversata ingår i släktet Epiplema och familjen Uraniidae. Inga underarter finns listade i Catalogue of Life.